# 曼寧頓鎮區 (新澤西州)
曼寧頓鎮區（英語：Mannington Township）是位於美國新澤西州塞勒姆縣的一個鎮區。

## 地方資料
曼寧頓鎮區的面積為98.17平方千米，當中陸地面積為87.76平方千米，而水域面積為10.41平方千米。根據2020年美國人口普查的數據，當地共有人口1475人，而人口密度為每平方千米15.02人。